# Správní obvod (Praha)

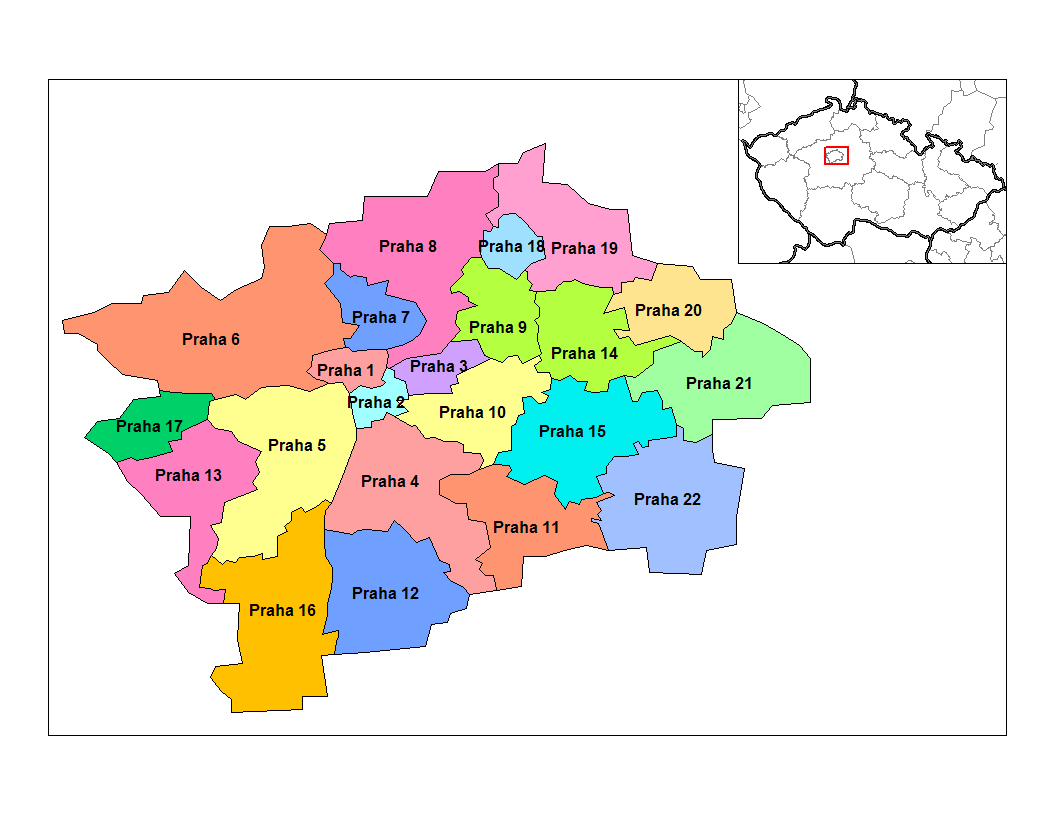
22 správních obvodů Prahy
Zčásti neaktuální (městská část Praha-Čakovice spadá do obvodu Praha 18)

Správní obvod je v zákoně o základních registrech označení pro území, na němž vykonává úřad městské části hlavního města Prahy určený Statutem hlavního města Prahy některou přenesenou působnost z rozsahu svěřeného orgánu obce s rozšířenou působností. V roce 2001 se počet takových správních obvodů ustálil na 22 a ty jsou označeny názvy Praha 1 až Praha 22 podle názvů městských částí, kterým je tato působnost svěřena. Kromě toho je Praha zároveň rozdělena do 10 obvodů, které jsou územními jednotkami na úrovni okresů a slouží též územní orientaci, ale původně byly především správními obvody.

## Historie
Původně mělo těchto deset obvodů (Praha 1 až Praha 10) vlastní obvodní národní výbory, v roce 1990 transformovaných na obvodní zastupitelstva a obvodní úřady jako orgány 10 městských částí. Se vznikem městských částí byla samostatná působnost pražských obvodních zastupitelstev a rad omezena na území nových městských částí s názvy původních obvodů. Přenesená působnost vyššího stupně byla z obvodních úřadů byla částečně přenášena na některé místní úřady postupně už od roku 1988 (tehdy ještě šlo o ONV a MNV), postupně pak byly přejmenovány úřady dalších městských částí na Prahu 11 až Prahu 15 jakožto jakési „pseudoobvody“. Nakonec bylo celé území Prahy v roce 2001 rozděleno z hlediska rozšířené přenesené působnosti do působnosti 22 tzv. správních obvodů, a názvy takto pověřených městských částí s příslušnými úřady byly sjednoceny na podobu Praha 1 až Praha 22. De facto tak vznikla druhá úroveň městských obvodů, třebaže Statut hl. m. Prahy je takto jako celky nikde nenazývá ani jim nedává žádné názvy.

## Označení
Samostatný název jako legislativní zkratku jim dal v § 29 zákon 111/2009 Sb., o základních registrech, podle kterého se „v tomto zákoně rozumí (…) správním obvodem v hlavním městě Praze území, na němž vykonává úřad městské části hlavního města Prahy určený Statutem hlavního města Prahy některou přenesenou působnost z rozsahu svěřeného orgánu obce s rozšířenou působností.“ RÚIAN je označuje jako „správní obvody Prahy“, RSO je eviduje pod označením „správní obvody hlavního města Prahy“ či „správní obvody v hlavním městě Praze“, zatímco pro „staré“ obvody používá název „městský obvod v hlavním městě Praze“.

## Seznam
| Správní obvod | Městské části (tučně pověřená)                                                  | Obvod                        | Zahrnutá katastrální území |
| ------------- | ------------------------------------------------------------------------------- | ---------------------------- | --- |
| Praha 1       | Praha 1                                                                         | Praha 1                      | Staré Město, Josefov, převážná část Hradčan, převážná část Malé Strany, část Nového Města, nepatrná část Holešovic, nepatrná část Vinohrad                                                                                        |
| Praha 2       | Praha 2                                                                         | Praha 2                      | část Vinohrad, Vyšehrad, část Nového Města, menší část Nuslí (Nuselské údolí) |
| Praha 3       | Praha 3                                                                         | Praha 3                      | převážná část Žižkova, část Vinohrad, malá část Vysočan, malá část Strašnic |
| Praha 4       | Praha 4, Praha-Kunratice                                                        | Praha 4                      | Braník, Hodkovičky, Krč, Lhotka, Podolí, převážná část Michle, převážná část Nuslí, menší část Záběhlic, nepatrná část Vinohrad, převážná část Kunratic, od 1. července 2014 též malá část Šeberova                               |
| Praha 5       | Praha 5, Praha-Slivenec                                                         | Praha 5                      | Smíchov, Hlubočepy, Radlice, Košíře, Motol, převážná část Jinonic, malá část Malé Strany, nepatrná část Břevnova, Slivenec, Holyně                                                                                                |
| Praha 6       | Praha 6, Praha-Suchdol, Praha-Lysolaje, Praha-Nebušice, Praha-Přední Kopanina   | Praha 6                      | Dejvice, Střešovice, Veleslavín, Vokovice, Ruzyně, Liboc, téměř celý Břevnov, větší část Bubenče, dolní část Sedlce, malá část Hradčan, Suchdol, horní část Sedlce, Lysolaje, Nebušice, Přední Kopanina                           |
| Praha 7       | Praha 7, Praha-Troja                                                            | Praha 7                      | převážná část Holešovic, menší část Bubenče, nepatrná část Libně, dolní část Troji |
| Praha 8       | Praha 8, Praha-Ďáblice, Praha-Březiněves, Praha-Dolní Chabry                    | Praha 8                      | větší část Libně, Karlín, Kobylisy, Bohnice, Čimice, významná část Troji (horní), malá část Nového Města, část Střížkova, nepatrná část Žižkova, Ďáblice, Březiněves, Dolní Chabry                                                |
| Praha 9       | Praha 9                                                                         | Praha 9                      | převážná část Vysočan, menší část Libně, Prosek, část Střížkova, převážná část Hrdlořez, menší část Hloubětína, nepatrná část Malešic                                                                                             |
| Praha 10      | Praha 10                                                                        | Praha 10                     | Vršovice, část Vinohrad, převážná část Strašnic, převážná část Malešic, větší část Záběhlic, část Michle (vrch Bohdalec), nepatrná část Žižkova (1 dům), nepatrná nezastavěná část Hrdlořez, nepatrná nezastavěná část Hloubětína |
| Praha 11      | Praha 11, Praha-Šeberov, Praha-Újezd, Praha-Křeslice                            | Praha 4 (přesah do Praha 10) | Chodov, Háje, převážná část Šeberova, malá část Kunratic |
| Praha 12      | Praha 12, Praha-Libuš                                                           | Praha 4                      | Modřany, Komořany, Točná, Cholupice, Kamýk, Libuš, Písnice |
| Praha 13      | Praha 13, Praha-Řeporyje                                                        | Praha 5                      | Stodůlky, Třebonice, malá okrajová část Jinonic, Řeporyje, Zadní Kopanina, malá část Stodůlek |
| Praha 14      | Praha 14, Praha-Dolní Počernice                                                 | Praha 9                      | Kyje, Hostavice, Černý Most, převážná část Hloubětína, Dolní Počernice |
| Praha 15      | Praha 15, Praha-Dolní Měcholupy, Praha-Štěrboholy, Praha-Petrovice, Praha-Dubeč | Praha 10                     | Horní Měcholupy, Hostivař, Dolní Měcholupy, Štěrboholy, Petrovice, Dubeč |
| Praha 16      | Praha 16, Praha-Velká Chuchle, Praha-Lochkov, Praha-Zbraslav, Praha-Lipence     | Praha 5                      | Radotín, Velká Chuchle, Malá Chuchle, Lochkov, Zbraslav, Lahovice, Lipence |
| Praha 17      | Praha 17, Praha-Zličín                                                          | Praha 6 (přesah do Praha 5)  | Řepy, Zličín, Sobín, část Třebonic |
| Praha 18      | Praha 18, Praha-Čakovice                                                        | Praha 9                      | Letňany, Čakovice, Třeboradice, Miškovice |
| Praha 19      | Praha 19, Praha-Vinoř, Praha-Satalice                                           | Praha 9                      | Kbely, Vinoř, Satalice |
| Praha 20      | Praha 20                                                                        | Praha 9                      | Horní Počernice |
| Praha 21      | Praha 21, Praha-Klánovice, Praha-Koloděje, Praha-Běchovice                      | Praha 9                      | Újezd nad Lesy, Klánovice, Koloděje, Běchovice |
| Praha 22      | Praha 22, Praha-Královice, Praha-Nedvězí, Praha-Kolovraty, Praha-Benice         | Praha 10                     | Uhříněves, Hájek u Uhříněvsi, Pitkovice, Královice, Nedvězí u Říčan, Kolovraty, Lipany, Benice |